# Бышляк
Бышляк (укр. Бишляк) — село во Владимирецкой поселковой общине Варашского района Ровненской области Украины. Расположено на реке Стыр.
До 2020 года входило во Владимирецкий район.
Население по переписи 2001 года составляло 701 человек. Почтовый индекс — 34312. Телефонный код — 3634. Код КОАТУУ — 5620881802.